# دلما جالفي
دلما جالفي (بالمجرية: Gálfi Dalma)‏ مواليد 13 أغسطس 1998 في فيسبرم، المجر، هي لاعبة كرة مضرب مجرية وتحتل حالياً المرتبة 337 (7 مارس 2016) في تصنيف رابطة محترفات كرة المضرب. هي إحدى بطلات الجراند سلام. أعلى تصنيف لها في الفردي كان 294. أعلى تصنيف لها في الزوجي كان 395.

## النهائيات

### الفردي (5–0)
| الحصيلة | الرقم | التاريخ        | الدورة              | الأرضية | المنافس                | النتيجة             |
| ------- | ----- | -------------- | ------------------- | ------- | ---------------------- | ------------------- |
| الفوز   | 1.    | 27 أكتوبر 2014 | كاندية، اليونان     | صلبة    | جوليا غرابر            | 6–3, 6–0            |
| الفوز   | 2.    | 3 نوفمبر 2014  | كاندية، اليونان     | صلبة    | فالنتيني جراماتيكوبولو | 6–2, 4–6, 7–6(7–4)  |
| الفوز   | 3.    | 16 مارس 2015   | سولارينو، إيطاليا   | صلبة    | غلوريا ليانج           | 6–4, 7–6(7–0)       |
| الفوز   | 4.    | 28 سبتمبر 2015 | تويد هيدز، أستراليا | صلبة    | ستورم ساندرز           | 6–2, 3–6, 6–1       |
| الفوز   | 5.    | 5 أكتوبر 2015  | كيرنز، أستراليا     | صلبة    | أوليفيا تجاندراماليا   | 6–4, 6–7(9–11), 6–1 |

## روابط خارجية
- دلما جالفي على موقع رابطة محترفات التنس (الإنجليزية)
- دلما جالفي على موقع الاتحاد الدولي لكرة المضرب (الإنجليزية)
- دلما جالفي على موقع كأس بيلي جين كينغ (الإنجليزية)
- دلما جالفي على موقع خلاصة التنس.كوم (الإنجليزية)